# Barrage de Kut
Le barrage de Kut est un barrage irakien, que se trouve sur le Tigre au sud-est de Bagdad.

## Sources
- (fr) www.ac-rouen.fr/pedagogie/equipes/trinome/geopolitiqueeau.htm